# Horst Overdick
Artikeln följer den spanska namnseden; faderns efternamn är Overdick och moderns efternamn Mejía.
Horst Walther Overdick Mejía, går under smeknamnet El Tigre (svenska: Tigern), född 31 juli 1967, är en guatemalansk narkotikasmugglare. Han var drogkartellen Los Zetas viktigaste allierad i Guatemala, en allians som skapades 2007 när Los Zetas började etablera sig i de norra delarna av landet.
Han har en bakgrund som köpman av kardemumma och smaragder. I slutet av 1990-talet började han smuggla kokain från Colombia. USA:s rättsväsende har anklagat honom för att vara en av de som öppnade upp Guatemala för drogkarteller när han såg till att anlägga flera landningsbanor och tillhandahålla förvaringsutrymmen för colombianskt kokain med ändamålet att det skulle säljas i USA. Han såg också till att medlemmar ur Los Zetas kunde "gå under jorden" när mexikanska myndigheter var ute efter dem. USA menade att Overdick år 2002 bland annat hade tagit emot 1,2 ton kokain från Colombia via flygplan och lastat om det och fört in detta till Mexiko, för vidare färd in till USA av tredje part.
Den 4 april 2012 blev Overdick arresterad på sin egendom utanför Guatemala City av guatemalansk polis efter samarbete med de amerikanska federala polismyndigheterna Drug Enforcement Administration (DEA) och Immigration and Customs Enforcement (ICE). Han blev utlämnad i december det året till USA. Overdick tillbringade omkring sex år i amerikanskt federalt fängelse innan han släpptes 2019 och deporterades tillbaka till Guatemala efter att han gick med på att förmedla information till amerikanska myndigheter.